# Südkoreanische Badmintonmeisterschaft 1977
Die Südkoreanische Badmintonmeisterschaft 1977 fand vom 16. bis zum 20. November 1977 statt. Es war die 21. Auflage der Titelkämpfe.

## Austragungsort
- Korean Cultural Gymnasium

## Medaillengewinner
| Disziplin    | Gold           | Silber       | Bronze          |
| ------------ | -------------- | ------------ | --------------- |
| Herreneinzel | Lee Eun-ku     | Han Sung-kwi | Kim Myung-hwan  |
| Herreneinzel | Lee Eun-ku     | Han Sung-kwi | Kwon Seung-taek |
| Dameneinzel  | Song Hyang-sun | Hwang Sun-ai | Nam Jung-mi     |
| Dameneinzel  | Song Hyang-sun | Hwang Sun-ai | Kang Haeng-suk  |

## Finalergebnisse
| Disziplin    | Sieger                      | Finalist                    | Ergebnis |
| ------------ | --------------------------- | --------------------------- | -------- |
| Herreneinzel | Lee Eun-ku                  | Han Sung-kwi                | 2-0      |
| Dameneinzel  | Song Hyang-sun              | Hwang Sun-ai                | 2-0      |
| Herrendoppel | Lee Eun-ku Kwon Seung-taek  | Choi Byung-hak Lee Jae-bok  | 2-0      |
| Damendoppel  | Hwang Sun-ai Kang Haeng-suk | Song Hyang-sun Nam Jeong-mi | 2-0      |
| Mixed        | Lee Ok-hyun Park Ok-yeon    | Han Sung-kwi Kim Hye-kyung  | 2-0      |